# Kochaj tylko mnie
Kochaj tylko mnie – polski film fabularny z 1935 roku.

## Obsada
- Lidia Wysocka − Hanka, córka Żarskiego / Lidia Relska
- Kazimierz Junosza-Stępowski − Żarski
- Witold Zacharewicz − Stefan Guzecki
- Michał Znicz − Flamberg, dyrektor teatru
- Helena Grossówna − Lulu Bilska
- Zbigniew Rakowiecki − tancerz
- Władysław Grabowski − Hipolit Karcz
- Barbara Gilewska − garderobiana
- Stanisław Sielański − Piętek, sekretarz teatru
- Józef Kondrat − posłaniec
- Emanuel Szlechter − autor